# Claudio Rodríguez García
Claudio Rodríguez García (Zamora, Castella i Lleó, Espanya 1934 - Madrid 1999) fou un poeta espanyol.

## Biografia
Nasqué el 30 de gener de 1934 a la ciutat de Zamora, fill de María García Moralejo, d'arrelades conviccions burgeses, i de Claudio Rodríguez Diego, d'origen humil i gran lector de poesia i autor d'alguns versos, amb el qual va tenir certes disputes.
Des dels cinc anys passa llargues temporades a la finca de la seva àvia materna en contacte amb la naturalesa i les tasques del camp. Estudia batxillerat a l'Institut Claudio Moyano, és molt bon estudiant, i juga assíduament al futbol. El 23 de març de 1947 morí el seu pare, fet que dona a la seva vida un gir decisiu en quedar arruïnat. En aquell moment Claudio ha de dedicar-se a l'administració de les finques del camp i tractar amb jornalers. Es refugia en els seus moments d'oci en la lectura. Es fa ajudant d'un professor de llatí i francès i amb ell estudia la mètrica llatina, francesa i castellana, i el qual l'introdueix en la lectura d'Arthur Rimbaud.
Dos trets defineixen la seva personalitat: li agrada observar i recrear els jocs infantils, i és molt tranquil: dona llargs passejos per la ciutat i per les ribes del riu Duero. Gràcies a la biblioteca paterna tindrà una bona formació: clàssics espanyols, en particular els místics, i poetes francesos del segle xix com Charles Pierre Baudelaire, Paul Verlaine i el mateix Rimbaud. L'uneix als místics l'actitud contemplativa, mentre amb Rimbaud la prompta maduresa poètica. Vers el 1948 escriu els seus primers poemes, que ell anomena «exercicis per a piano» i publica l'any següent Nana de la Madre de Dios al Correo de Zamora.
El 1951, es trasllada a Madrid per estudiar Filologia Romànica amb una beca. Als divuit anys guanya el premi Adonais per Don de la ebriedad, llibre que impressiona Vicente Aleixandre, amb el qual mantindrà una amistat profunda, gairebé filial, i a qui dedicarà el seu llibre Conjuros. La seva família el fa estudiar Dret a Salamanca, sense acabar la llicenciatura i opta per les lletres.
Al començament del curs 1955-56, es prepara un Congrés Universitari d'Escriptors Joves, ajornat a febrer de l'any successiu per la mort de José Ortega y Gasset. De clares vocacions comunistes als primers mesos de 1956 s'afilia al Partit Comunista, però l'abandona immediatament al cap de vint minuts, per una discussió amb el germà de Jorge Semprún, tot i que posteriorment participà en els enfrontaments entre policia i estudiants les nits de l'1 i el 9 de febrer, per la qual cosa és detingut i posteriorment vigilat.
El 1958 publica Conjuros i, amb l'ajuda de Dámaso Alonso i Vicente Aleixandre, viatja a Anglaterra, on treballa com a lector d'espanyol a Nottingham entre aquell any i el 1960, per posteriorment traslladar-se a Cambridge, on s'estarà fins al 1964. En aquesta estada a Anglaterra descobreix els autors romàntics anglesos, sobretot William Wordsworth i Dylan Thomas, que influiran en la seva poesia, i que el permetran escriure Alianza y condena, Premi de la crítica de poesia en castellà de 1965.
Al seu retorn a Madrid es dedica a l'ensenyament universitari, però no serà fins als anys 1880 que serà reconeguda la seva vàlua com a poeta amb la concessió el 1983 del Premi Nacional de poesia de les Lletres Espanyoles per la seva obra Des de mis poemas. El 1987 fou escollit membre de la Reial Acadèmia Espanyola de la Llengua Castellana i va substituir la butaca deixada per Gerardo Diego. El 1993 fou guardonat amb el Premi Príncep d'Astúries de les Lletres «per la seva il·luminació de la realitat quotidiana i la seva adhesió a ella amb fondària simbòlica, per la seva rellevància en el grup poètic dels anys 50 i davant la jove poesia.
Claudio Rodríguez morí a Madrid el 22 de juliol de 1999.

## Obres destacades
- Don de la ebriedad, Madrid, Adonáis, 1953. (Premi Adonáis)
- Conjuros, Torrelavega, Ed. Cantalpiedra, 1958.
- Alianza y condena, Madrid, Revista de Occidente, 1965. (Premi de la Crítica)
- El vuelo de la celebración, Madrid, Visor, 1976.
- Casi una leyenda, Barcelona, Tusquets, 1991.
- Poesía (1953-1966), Barcelona, Plaza y Janés, 1971.
- Desde mis poemas, Madrid, Cátedra, 1983. (Premi Nacional de poesia de les Lletres Espanyoles)
- Don de la ebriedad. Conjuros. Ed. de Luis García Jambrina, Madrid, Clásicos Castalia, 1998.